# آیه
آیه در لغت به معنی نشانه‌است. و در اصطلاح کوچک‌ترین واحد تقسیم قرآن است و عبارات یا جملات قرآن و سوره از آن‌ها تشکیل می‌یابد و تعداد آن‌ها در هر سوره‌ای معین است.
یک آیه می‌تواند چند حرف، چند کلمه، یک یا چند جمله یا یک یا چند بند باشد.

## مفهوم و تاریخچه
در قرآن آیه به معنای مفهوم عینی و ذهنی بکار می‌رود. ریشه آن سامی بوده و در فنیقی،AT در آرامی کتاب مقدس AT، آرامی، ĀTĀ، عبری، ŌT، سریانی ĀTĀ و جمع آن، ŌTŌT، و حتی در مندایی ŌTĀ آمده‌است.
لفظ آیه به نشانه‌های مادی و نشانه‌های طبیعی و آثاری قدرت الهی گفته می‌شود. این معنی در عهد عتیق نیز استفاده شده‌است. جفری معتقد است از مسیحیت وارد عربی شده‌است و بلاشر معتقد از عبری وارد عربی شده‌است. البته ادعای آنها دور از انتظار نیست زیرا این لفظ از واژه‌های مشترک و کهن سامی است و در زمان عرب‌های بدوی و سنتهای ادبی عربی قدیمی وجود داشته‌است.

## تعداد آیات قرآن
تعداد آیات قرآن از مسائل مورد اختلاف میان قراء صدر اسلام بوده‌است: قراءِ مدینه دو رقم ۶ هزار و ۲۱۴را به دست داده‌اند، قراء مکه شمار آیات را ۶۲۱۹، قراء شام ۶۲۲۵ و قراء بصره ۶۰۲۴ و قراء کوفه ۶۲۳۶ گفته‌اند. مهم‌ترین علت اختلاف در شمارش آیات قرآن این است که محمد به منظور آگاه ساختن مردم به تمام شدن آیه، در انتهای آیه وقف می‌کرد، ولی گاهی به علت پیوستگی مطلب، آن دو را به همدیگر وصل می‌کرد و بدون وقف ادامه می‌داد. در نتیجه این توهم در مردم پدید آمد که این وصل، علامت انقطاع و تمام شدن آیه نیست؛ و در تعداد آیات قرآن روایات و نظرها مختلف شد، و هر فرقه و گروهی بر حسب روایاتی که در نظر آن‌ها بر دیگر روایات برتری داشت عدد خاصی را ذکر کردند، تا این که همین اختلاف روایات باعث به وجود آمدن عددهای مختلف مکی، مدنی، کوفی، بصری و شامی در شمار آیات قرآن گردید.

## اقسام آیات
آیات قرآن از نظر موضوعی و محتوی دارای تقسیمات زیر است:
مکی، مدنی، ناسخ و منسوخ، محکمات و متشابهات، خاص، عام، ظاهر و باطن، صریح و مجمل

## اندازه و توالی
بلندترین آیه قرآن کریم «آیة دَین» است (بقره/۲۸۲). کوتاه‌ترین آیه را می‌توان «مدهامَتان» (الرحمن/۶۴) دانست.
مطابق رایج‌ترین روایات، اولین آیات فرود آمده بر محمد ۵ آیه نخست سوره علق است؛ ولی دربارهٔ آخرین آیه یا آیات، اختلاف نظر بسیار است.

## برخی از آیات معروف قرآن
آیه نور، آیه خمس، آیه تطهیر، آیه حجاب، آیه مباهله، آیه اطاعت، آیه ولایت، آیه تبلیغ، آیه انذار، آیه فطرت، آیه اکمال، آیه خیرالبریه، آیه اخوت، آیه تداین، آیه کرسی، آیه و ان یکاد، آیه قتال، آیه مودت، آیه اولی الامر، آیات قتال